# Paris–Tours 1963
Paris–Tours 1963 war die 57. Austragung von Paris–Tours, ein französisches Eintagesrennen im Straßenradsport. Es wurde am 6. Oktober 1963 über eine Distanz von 255 Kilometer von der französischen Hauptstadt Paris nach Tours im Département Indre-et-Loire ausgetragen. Sieger wurde Jo de Roo aus den Niederlanden.

## Rennen
112 Radrennfahrer traten zum Rennen auf einem flachen Kurs an. Das Rennen gehörte zur Rennserie Super Prestige Pernod in jener Saison. Dauerregen und starker Wind prägten die Rennbedingungen. Erst auf den letzten 50 Kilometern gelang zehn Fahrern ein Ausreißversuch. Aus dieser Gruppe gewann Vorjahressieger Jo de Roo den Sprint. 71 Fahrer kamen ins Ziel.

## Ergebnis
| Platz | Fahrer             | Team                     | Zeit            |
| ----- | ------------------ | ------------------------ | --------------- |
| 1.    | Jo de Roo          | Saint Raphael–Geminiani  | 6:30:41 Stunden |
| 2.    | Tom Simpson        | Peugeot–BP               | gl. Zeit        |
| 3.    | Raymond Poulidor   | Mercier–Hutchinson–BP    | gl. Zeit        |
| 4.    | Carmine Preziosi   | Pelforth–Sauvage–Lejeune | gl. Zeit        |
| 5.    | Willy Bocklant     | Faema–Flandria           | gl. Zeit        |
| 6.    | Rolf Wolfshohl     | Peugeot–BP               | gl. Zeit        |
| 7.    | Norbert Kerckhove  | Dr. Mann                 | gl. Zeit        |
| 8.    | Luis Otaño         | Margnat–Paloma           | gl. Zeit        |
| 9.    | Ferdinand Bracke   | Peugeot–BP               | gl. Zeit        |
| 10.   | Frans Melckenbeeck | Mercier–Hutchinson–BP    | gl. Zeit        |